# Кэннон, Питер
Питер Хьюз Кэннон (англ. Peter Hughes Cannon, родился в 1951 году в Калифорнии) — писатель

, литературный критик и исследователь творчества Лавкрафта. Последователь «Мифов Ктулху». Кэннон работает редактором в издательстве Publishers Weekly, специализируясь на триллерах и детективах. Ныне живёт в Нью-Йорке, женат, имеет троих детей.

## Биография
Кэннон впервые сделал себе имя как критик в исследованиях творчества Лавкрафта, написав дипломные работы в 1970-х годах: «Дело Говарда Филлипса Лавкрафта» (диплом с отличием, Стэнфорд, 1973 г.) и «Новая Англия Лавкрафта» (магистерская диссертация, Университет Брауна, июнь 1974 г.). «Старики Лавкрафта» (в 1977 года) ссылаются на Эзотерическоий Орден Дагон; а «Я так понимаю, вы были в Провиденс», опубликованный в журнале «Nyctalops» (март 1978 года), исследует влияние Шерлока Холмса на Лавкрафта. Статья Кэнона «Параллельные отрывки в „Приключениях медных буков“ и „Картина в доме“» была опубликована в журнале «Lovecraft Studies № 1» (осень 1979 года).
Два эссе о Лавкрафте появляются критическом сборнике С. Т. Джоши «Лавкрафт: Четыре десятилетия критики» (1980), исследующем влияние Ватека и Натаниэля Готорна на Лавкрафта. Позже Кэннон опубликовал исчерпывающее критическое исследование в биографии «Г. Ф. Лавкрафт» (Серия авторов США Твейна, № 549, 1989).
Работы Кэннона о Лавкрафте включают книги «Хронология вне времени: даты в художественной литературе Лавкрафта» и «Образы террасы заката у Лавкрафта» (обе изданы Necronomicon Press). Кэннон редактировал сборник «Воспоминания о Лавкрафте», издательства Arkham House (1998 года), куда вошли воспоминаний друзей и знакомых Лавкрафта. Также он редактировал «Больше аннотаций Лавкрафта» С. Т. Джоши.
Кэннон написал мемуары о другом писателе из кружка Лавкрафта «Длинные воспоминания о Фрэнке Белнэпе Лонге» (Британское общество фэнтези, 1997).
Колонка Кэннона «Каннонический Лавкрафт» появилась в журнале «The New Lovecraft Collector» (Necronomicon Press) в выпусках 12-26 включительно (осень 1995 г. — весна 1999 г.). Периодически издавал статьи о жанре странной фантастики, например: «Лучше, чем пол ярда: Артур Мейчен и настоящий теннис» или «Фавн: Журнал друзей Артура Мейчена» (осень 2000 г.).
Кэннон представляет введение в «Жизненноважный Г. Ф. Лавкрафт» (Knickerbocker Classics/Race Point Books, 2016) и сборник Ли Блэкмора «Ужасы Шерлока Холмса» (R’lyeh Texts, 2017).

## Творчество
Среди художественных произведений Кэнона — «Пульптайм» (издатель Пол Гэнли), в котором Лавкрафт, Лонг и Шерлок Холмс объединяются, чтобы разгадать тайну; «Крик для Дживса: Пародия» (Wodecraft Press, 1994), в котором некоторые истории Лавкрафта пересказываются голосом Пелхема Вудхауса, который озвучил персонажа Берти Вустера. Это вошло в сборник «Записки Лавкрафта» (Science Fiction Book Club, 1996); где содержится исправленная/расширенная версия «Пульптайм».
Кэнон написал «Хроники Лавкрафта» (Subterranean Press, 2008), роман, основанный на личной жизни Лавкрафта. Более поздние рассказы собраны в сборник «Навсегда Азатот и другие ужасы» (Tartarus Press, 1999; ред. Subterranean Press, 2011 (как Forever Azathoth: Pastiches and Parodies); ред. Hippocampus Press, 2012 (как Forever Azathoth: Parodies and Parodies). Кэнон выпустил два рассказа в стиле Лавкрафта: «Небесный сад» (chapbook; Richmond, VA: Dementia, 1989) и «Эпизод пульптайм и ещё один» (издатель Пол Гэнли, 2003 г.). Рассказ «Вид» описывает как граф Дракула пытается заключить издательский контракт. Согласно странице об авторских правах Episode of Pulptime & One Other, тираж был ограничен 150 подписанными и пронумерованными экземплярами, из которых «несколько» были в твёрдом переплёте.
Кэнон написал несколько рассказов в жанре «Мифы Ктулху» (часто с элементами пародии): «Азатот в Аркхэме», «Месть Азатота», «Нечто на пороге 2», «Приговоры Андерклиффа» (при участии Рэмси Кэмпбелла) и «Безумие из космоса» (первоначально представленный как «потерянный» рассказ Лавкрафтом). Многочисленные другие рассказы вошли в два сборника: «Существо в ванне и другие рассказы Лавкрафта: Ранний Кэнон первый том» (Tsathoggua Press, 1997) и сопутствующий том «Сказки о лавкрафтовских ужасах и юморе: Ранний Кэнон том второй» (Tsathoggua Press, 1997). Последний содержит контрольный список рассказов Кэннона за период с 1979 по 1995 год.
Рассказ Кэннона «Письма Хэлпина Чалмерса», прямое продолжение романа Фрэнка Белкнапа Лонга «Псы Тиндаласа», в котором главными героями являются тонко замаскированные версии Фрэнка и Лиды Лонг, в котором упоминаются Роберт Вайнберг, Стефан Р. Дземянович и Мартин Гринберг (Нью-Йорк: Barnes and Noble, 1994).

#### Редактор
- Lovecraft Remembered (1998)
- More Annotated Lovecraft

#### Повести
- Pulptime (1985)
- Scream for Jeeves: A Parody (1994)
- The Lovecraft Chronicles (2004)

#### Сборники
- Tales of Lovecraftian Horror and Humor (1997)
- The Thing in the Bathtub and Other Lovecraftian Tales (1997)
- Forever Azathoth and Other Horrors (1999)

#### Рассказы
- «Herbert West—Reanimated» (1989, round-robin)
- «The Letters of Halpin Chambers» (1994)
- «The Undercliffe Sentences» (1995)
- «Azathoth in Arkham» (1995)
- «The Revenge of Azathoth» (1995)
- «The Trial» (1996)
- «The Hound of the Partridgevilles» (1999)
- «The Madness Out of Space»

#### Статьи
- «H. P. Lovecraft in Hawthornian Perspective» (1980)
- «The Influence of Vathek on H. P. Lovecraft’s The Dream-Quest of Unknown Kadath» (1980)
- «The Chronology Out of Time: Dates in the Fiction of H. P. Lovecraft»
- «Sunset Terrace Imagery in Lovecraft»
- «Long Memories: Recollections of Frank Belknap Long.»